# 말루쿠잡는꼬리쥐
말루쿠잡는꼬리쥐(Rattus morotaiensis)는 시궁쥐속에 속하는 설치류의 일종이다. 인도네시아 모로타이섬과 할마헤라섬, 바칸 제도를 포함한 할마헤라 제도에서만 발견된다.